# Antarcturus hempeli
Antarcturus hempeli is een pissebed uit de familie Antarcturidae. De wetenschappelijke naam van de soort is voor het eerst geldig gepubliceerd in 1988 door Wägele.